# Quack
Quack est le premier album studio du groupe de musique électronique Duck Sauce, sorti le 15 avril 2014. Cinq chansons de cet album sont sorties en singles: aNYway, Barbra Streisand, It's You, Radio Stereo et NRG.

## Liste des pistes
| 1.    | Chariots of the Gods (featuring Rockets) | 5:55 |
| 2.    | Charlie Chazz & Rappin Ralph             | 4:57 |
| 3.    | It's You                                 | 3:10 |
| 4.    | Goody Two Shoes                          | 4:29 |
| 5.    | Radio Stereo                             | 4:20 |
| 6.    | aNYway                                   | 5:02 |
| 7.    | NRG                                      | 3:31 |
| 8.    | Everyone (featuring Teddy Toothpick)     | 4:59 |
| 9.    | Ring Me                                  | 4:23 |
| 10.   | Barbra Streisand                         | 4:24 |
| 11.   | Spandex                                  | 4:28 |
| 12.   | Time Waits for No-One                    | 4:42 |
| 54:28 |                                          |      |